# Iwata Nakayama
Iwata Nakayama (中山 岩太, Nakayama Iwata) (3 août 1895 – 20 janvier 1949) est un photographe japonais d’avant-garde.

## Biographie

### Premières années
Iwata Nakayama naît à Yanagawa dans le département de Fukuoka. Son père est un inventeur qui possède un brevet de modèle d’extincteur. Nakayama déménage à Tokyo et fait ses études à l'école privée Kyohoku-Chūgakkō. Après l'obtention de son diplôme, il s’inscrit dans la première promotion de cours de photographie à l'université des arts de Tokyo, où il étudie les techniques photographiques artistiques et commerciales.

### New York et Paris
Après l’obtention de son diplôme universitaire, il reçoit en 1918 une bourse du gouvernement japonais pour aller étudier aux États-Unis, à l’université de l'État de Californie. Toutefois, il abrège sa formation pour travailler dans un studio photo situé à New York et dirigé par Tōyō Kikuchi 菊池 東陽 (1883-1939). Fort de ses compétences pratiques, il crée ensuite son propre studio, le Laquan studio, sur la 5e avenue de New York, et il devient un photographe portraitiste professionnel reconnu. À New York, il est en contact avec plusieurs peintres japonais dont Toshi Shimizu 清水 登之 (1867-1944) et il se lie d’amitié avec le poète et critique photographique américano-allemand d'origine japonaise Sadakichi Hartmann (1867-1944). Nakayama réalise d’ailleurs plusieurs portraits de Hartmann. À New York, Nakayama réalise également des paysages urbains dont la granularité contraste avec ses paysages oniriques antérieurs, ce changement pourrait être attribué à ses échanges avec Hartmann. Yuri Mitsuda 光田 由里, alors conservatrice du Shoto Museum of Art, déclare : « peut-être que l'influence la plus significative du talentueux et rebelle Sadakichi sur Nakayama était l’engagement sincère envers l'art et l‘esprit critique qu'il afficha dans ses dernières années ».
À New York, Nakayama rencontre la danseuse indienne française Nyota Inyoka (1896-1971), qui le convainc de déménager à Paris. En 1926, il vend le Laquan Studio et part pour Paris avec son épouse Masako 正子 et son fils Iwao 巖. Ils séjournent alors pendant un an et demi dans la capitale française. Ils s’installent dans le quartier de Montparnasse et rencontrent les autres peintres japonais expatriés, tels que Léonard Foujita 藤田 嗣治 (1886-1968) et Kinosuke Ebihara 海老原 喜之助 (1904-1970), mais aussi le peintre futuriste Enrico Prampolini (1894-1956) et le photographe surréaliste Man Ray (1890-1976). [1] Pendant son séjour parisien, Prampolini, Man Ray, ainsi que leurs travaux influencent particulièrement Nakayama, et par la suite, ce dernier publiera notamment des photographies du Pantomime Futuriste de Prampolini dans la revue Kōga 『光画』 (1932-1933). Il exposera également au Japon des photographies de Man Ray au côté du travail des membres de l’Ashiya Camera Club. Enfin, lors de son séjour parisien, Nakayama découvre aussi les travaux de László Moholy-Nagy et travaille comme photographe pour la revue Femina.
Depuis Paris, Nakayama voyage à travers l’Europe. Il part seul en Espagne. Puis en 1927, la famille Nakayama se rend à Berlin avant de retourner au Japon via le Transsibérien Express,.

### Retour au Japon
Après un court séjour à Tokyo, Nakayama s’installe comme photographe professionnel à Kobe, et parallèlement, il contribue au développement de la photographie d'avant-garde japonaise, notamment dans le Kansai.
En janvier 1928, Nakayama publie dans le magazine Asahi Camera un manifeste dans lequel il affirme son engagement envers la « pure Photographie d’art ». Il veut créer quelque chose « que seule la photographie peut produire ». Cela marque un changement dans son approche photographique, car il commence à incorporer plus de négatifs dans ses compositions, comme Man Ray et Laszlo Moholy-Nagy dans leurs photogrammes. Yuri Mitsuda écrit que la technique de Nakayama était différente des leurs toutefois, car elle « consistait à superposer à plusieurs reprises la même image, plutôt que d'utiliser les techniques d'expositions multiples ou de chronophotographie ».
En 1930, Nakayama crée le Ashiya Camera Club 芦屋カメラクラブ avec Kanbee Hanaya ハナヤ 勘兵衛 (1903-1991, parfois fautivement transcrit Kanbei Hanaya) et Beniya Kichinosuke 紅谷吉之助 (1898-1946) et il devient ainsi l'une des figures centrales du Kansai du mouvement japonais de la Nouvelle Photographie 新興写真 (shinkō shashin). Ses photographies sont publiées dans des magazines tels que Asahi Camera et Nihon Shashin Nenkan 『日本写真年鑑』. Il gagne également le Prix de la photographie publicitaire en 1930 avec l'un des premiers photomontages à but publicitaire réalisé au Japon.
À cette même époque, le mouvement européen de la Nouvelle Photographie et ses précurseurs Moholy-Nagy, El Lissitzky et Albert Renger Patzsch, commencent à être présentés dans la revue Photo Times. Lorsque l'exposition allemande Film und Foto tourne à Tokyo et à Osaka, la photographie d'avant-garde commence à être reconnue et le Ashiya Camera Club est salué. Pourtant, Nakayama, lui-même défenseur de l’avant-garde, critique cet intérêt qu’il trouve superficiel. Il écrit : « "Nouvelle Photographie" n'est qu'un nom qui réfère à des combinaisons négligentes et confuses de motifs, tels que des cheminées inclinées, des bâtiments coupés et de gros plans désagréables ». Il estime qu'une grande partie de la photographie au Japon manque d'individualité et n'est qu’une imitation de la Nouvelle Photographie européenne. Yuri Mitsuda écrit que Nakayama avait une connaissance directe de l'art américain et européen, mais qu'il faisait tout pour s'abstenir de les imiter. Il en voulait d'ailleurs à l'apparente incapacité du Japon à créer quelque chose de moderne qui ne soit pas une imitation des modèles étrangers. Beaucoup de ses contemporains cherchaient à interpréter de façon moderne les arts traditionnels japonais, mais il n'était pas intéressé par cette approche non plus. Nakayama était déterminé à se tenir sur un pied d'égalité avec les artistes européens et américains tout en inventant quelque chose de nouveau.
De 1932 à 1933, en compagnie de Yasuzō Nojima 野島 康三 (1889-1964), Ihee Kimura 木村 伊兵衛 (1901-1974) et Nobuo Ina 伊奈 信男 (1898-1978), il publie la revue mensuelle Kōga 『光画』 (1932-1933),. Cette revue représente un tournant critique de la photographie artistique japonaise. Pendant les 18 mois où Nakayama participe à la revue Kōga, il développe des techniques uniques de photographie composée. Il décrit son objectif dans un essai qu'il publie dans Asahi Camera, il veut « créer une scène à travers l'hallucinogène de la photographie qui ne pourrait jamais être vue dans la vraie vie ». Dans ses œuvres expérimentales, des coquillages et des hippocampes flottent dans les airs. Nakayama expérimente en utilisant plusieurs plaques pour imprimer des photographies expérimentales. Dans son studio, il utilise également une table en verre sur et sous laquelle il place des objets pour jouer avec la profondeur. Il joue aussi avec des miroirs pour créer des ombres et des reflets.
Alors que Nakayama devient de plus en plus expérimental dans son expression, le Japon se militarise et s'implique dans des conflits internationaux. L'idée que la photographie doit capturer la réalité et être utilisée pour les reportages journalistiques devient dominante autour de lui. D'autres photographes expérimentaux impliqués dans le mouvement de la Nouvelle Photographie se réorientent vers l’approche photojournalistique. Mais alors que le photojournalisme et la photographie de propagande s’imposent sous l’influence de la guerre, Nakayama continue à poursuivre son expression avant-gardiste et à créer des œuvres de plus en plus abstraites.
Une fois la guerre terminée, il reprend son travail professionnel et la création artistique, mais en 1949, quelques jours après avoir été élu pour occuper la fonction de Directeur de l'Association de photographie du Japon, il meurt subitement d’un accident vasculaire cérébral à l'âge de 54 ans.

## Carrière posthume
Dans les années 1960 et 1970, alors que la recherche sur l’histoire de la photographie japonaise commence à se développer, les œuvres de Nakayama sont redécouvertes et étudiées. Elles sont incluses dans les collections permanentes du Museum of Modern Art de New York, aux États-Unis, du British Museum de Londres, en Angleterre et du TOP Museum à Tokyo, au Japon.